# Země v Československu
Po svém vzniku 28. října 1918 převzala Československá republika na území tzv. historických zemí (dnešního Česka) od Rakouska-Uherska stávající zemské členění na 3 země (zemi Českou, zemi Moravskou a zemi Slezskou), zatímco v původně uherské části nové republiky se konstituovalo Slovensko. Roku 1919 se k Československu připojila i nově vytvořená Podkarpatská Rus. Na rozdíl od doby před rokem 1918 však až do roku 1928 žádná z těchto zemí neměla vlastní sněm a jejich samospráva byla značně okleštěna. Teprve na podzim 1938 získaly Slovensko a Podkarpatská Rus autonomii, přičemž Podkarpatská Rus ji měla přislíbenou již od doby, kdy se jednalo o jejím připojení k ČSR. Představitelé Podkarpatské Rusi dále, až do zániku tzv. druhé republiky v roce 1939, projevovali trvalou nespokojenost s průběhem zemské hranice se sousedním Slovenskem a usilovali o její posun na západ podle etnické hranice, jelikož na severovýchodě Slovenska žije i v 21. století početná rusínská menšina. Jejich úsilí však naráželo na silný odpor zde žijících Slováků, majících obavy, že, v případě začlenění těchto částí Slovenska k Podkarpatské Rusi, by se sami mohli jednou ocitnout na území jiného státu, přičemž události z roku 1945 (kdy byla Podkarpatská Rus odstoupena Sovětskému Svazu) jejich obavy potvrdily. 

## Země v letech 1918–1928

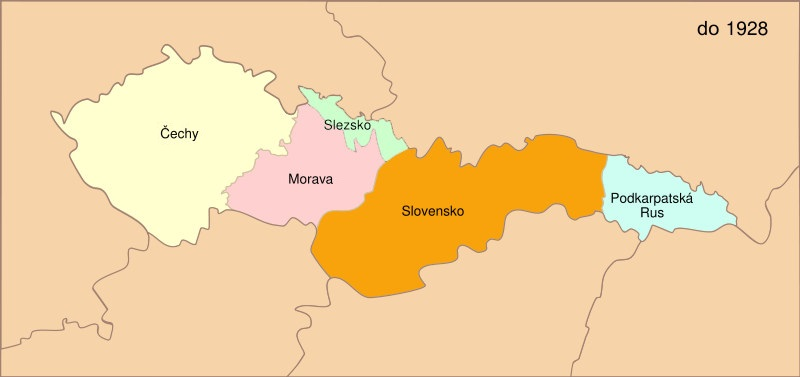
Země Československé republiky v letech 1918–1928

### Situace v Čechách, na Moravě a ve Slezsku
V čele těchto tří zemí stály v letech 1918–1928 tyto správní orgány: zemský správní výbor (v Čechách), zemský výbor (na Moravě) a zemská správní komise (ve Slezsku). Členové těchto orgánů však již nebyli voleni obyvatelstvem, nýbrž jmenováni československou vládou. Dále měla každá z těchto 3 zemí zemský úřad, označovaný jako zemská správa politická, v jejímž čele stál československou vládou jmenovaný prezident Zemské správy politické. V každé z těchto tří zemí platily i nadále dosavadní zemské zákony, pokud nebyly zrušeny zákony Československé republiky. I nadále zůstala zachována zvláštní správa moravských enkláv ve Slezsku.

### Situace na Slovensku
Slovensko nemělo v tomto období trvaleji působící celoslovenské orgány a bylo dlouho podřízeno ministerstvu pro správu Slovenska. Dokonce i mezi slovenskými poslanci Národního shromáždění existovaly skupiny, jež se stavěly proti politickému sjednocení Slovenska s poukazem na přírodní překážky, oddělující jednotlivé části Slovenska.
Území Slovenska se do konce roku 1922 členilo na župy, které byly až na pár výjimek zcela identické s původními uherskými župami. Od 1. ledna 1923 do 30. června 1928 se pak území Slovenska členilo, na základě župního zákona z roku 1920, na šest větších žup (označovaných často jako „velžupy“), které již nerespektovaly hranice historických žup.

### Situace na území Podkarpatské Rusi
Na rozdíl od Slovenska měla Podkarpatská Rus jednotné vedení: byla spravována tzv. civilní správou, v čele s guvernérem a jeho zástupcem (viceguvernérem), oběma jmenovanými přímo čs. prezidentem na návrh vlády (a jí odpovědnými). Podkarpatoruské území se původně členilo na župy Užhorodskou (tehdejší název Užské župy – patřily do ní podkarpatoruské části Užské a Sabolčské župy), Berežskou a Marmarošskou (zahrnovala i československé části žup Ugočské a Satumarské). Od 1. července 1926 byly podkarpatoruské župy vládním nařízením č. 84/1926 Sb. z. a n. sloučeny v jednotnou župu Mukačevskou.

### Změny zemských hranic ve 20. letech
Roku 1920 došlo k následujícím změnám zemských hranic, které byly zároveň i změnami státních hranic Československé republiky:
- k zemi České bylo připojeno dosud dolnorakouské Západní Vitorazsko
- k zemi Moravské byly připojeny dosud dolnorakouské oblasti Valticko a Dyjský trojúhelník
- k zemi Slezské bylo připojeno dosud pruské Hlučínsko, naopak přibližně polovina Těšínska byla předána Polsku
- Slovensko ztratilo ve prospěch Polska menší části Oravy a Spiše

K 1. lednu 1925 vstoupilo v platnost vládní nařízení č. 315/1924 Sb. z. a n., kterým se moravská osada Nedvězíčko začleňovala do Čech (šlo o jedinou prvorepublikovou změnu česko-moravské zemské hranice).[zdroj?]

## Země v letech 1928–1938

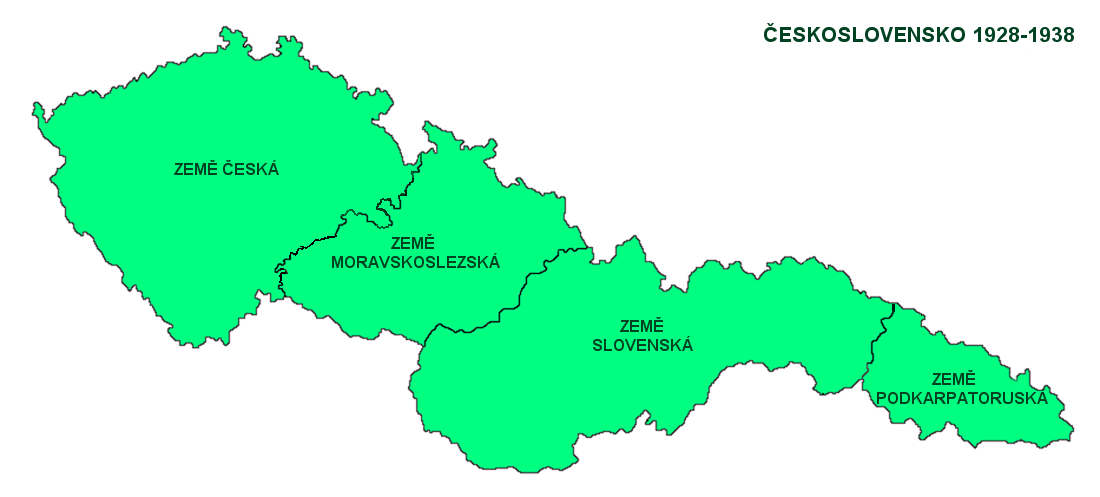
Země Československé republiky v letech 1928–1938

14. července 1927 byl schválen zákon č. 125/1927 Sb. z. a n., „O organisaci politické správy“ , který na území Československa rušil župy a zaváděl na celém jejím území samosprávné země. Každá země měla zemské zastupitelstvo (ze dvou třetin volené obyvatelstvem a z jedné třetiny jmenované československou vládou), zemského prezidenta (jmenovaného československým prezidentem) a zemský úřad. Další změnou oproti dosavadnímu stavu bylo sloučení zemí Moravské a Slezské do jednotné země Moravskoslezské. Účinnost zákona byla původně stanovena na 1. července 1928, což však bylo naplněno jen v případě Slovenska a Podkarpatské Rusi, zatímco v případě českých zemí došlo zákonem č. 92/1928 Sb. z. a n. z 28. června 1928 k odložení účinnosti až na 1. prosince 1928. Slovensko a Podkarpatská Rus se tak dočkaly samosprávy. Zároveň došlo ke zrušení zvláštního správního postavení výše zmíněných moravských enkláv ve Slezsku.

### Počet členů zemských zastupitelstev
- V zemi České: 120 členů
- V zemi Moravskoslezské: 60 členů
- V zemi Slovenské: 54 členů
- V zemi Podkarpatoruské: 18 členů

## Země za druhé republiky
Značným zásahem do struktury Československa představovaly události související Mnichovskou dohodou a vznikem tzv. druhé republiky. V souvislosti s Mnichovskou dohodou a následnou první vídeňskou arbitráži ztratily všechny čtyři země značnou část svého území ve prospěch nacistického Německa, Polska a Maďarska. Slovensko a Podkarpatská Rus nyní získaly slibovanou autonomii s vlastními sněmy a vládami, zatímco zemská zastupitelstva země České a Moravskoslezské byla nakonec rozpuštěna.

## Země v letech 1939–1945
14. března 1939 se Slovensko a Podkarpatská Rus osamostatnily, Československo tím fakticky zaniklo a jeho zbytek, představovaný zbytkem země České a Moravskoslezské, jenž 15. března 1939 obsadila vojska nacistického Německa, byl 16. března 1939 přeměněn v Protektorát Čechy a Morava. I v jeho rámci zůstaly obě země zachované jako správní celky. K 1. listopadu 1940 protektorátní vláda svým nařízením č. 388/1940 Sb. z. a n., „O některých změnách obvodů zemských úřadů v Praze a v Brně“  připojila k zemi Moravskoslezské okrajové oblasti východních Čech v oblasti Českomoravské vrchoviny. Důvodem pro tyto změny byl především tlak obyvatelstva německého ostrůvku na Jihlavsku .

## Země po skončení druhé světové války

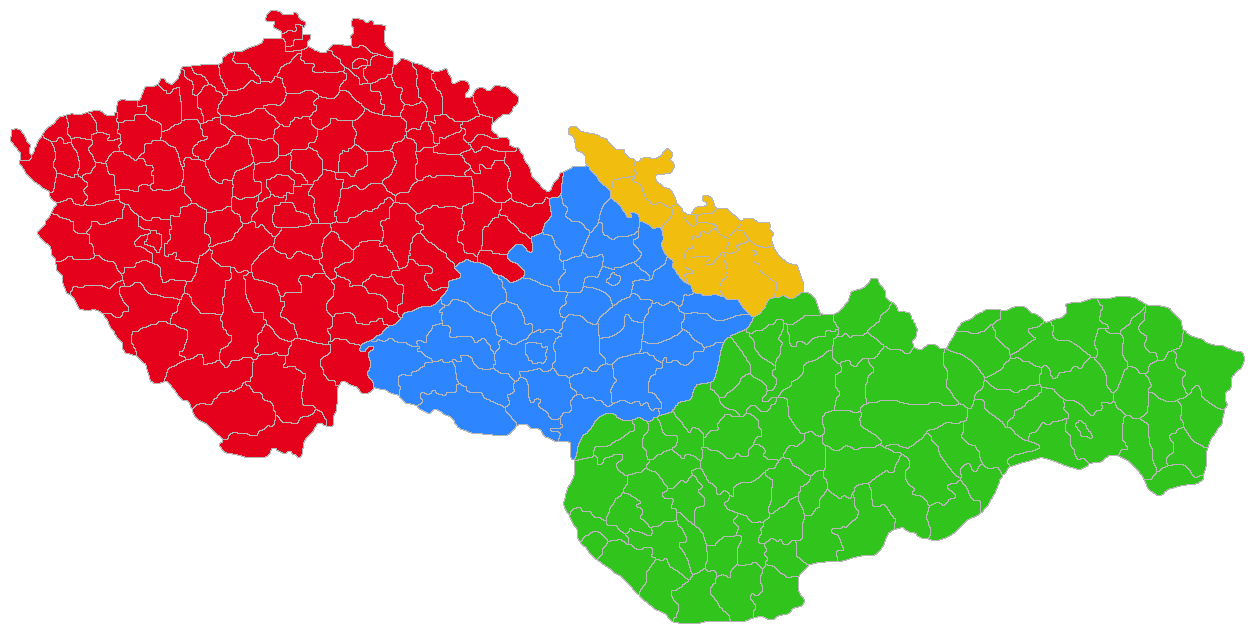
Země Československé republiky v letech 1945–1948
Země česká
Země moravskoslezská
Slezská expozitura země moravskoslezské
Země slovenská

Na konci druhé světové války došlo k zániku Protektorátu Čechy a Morava a obnovení Československé republiky v původních hranicích z let 1920–1938. V jeho rámci byly zároveň obnoveny původní hranice zemí, avšak Podkarpatská Rus již byla fakticky ovládána Sovětským svazem, kterému ji Československá vláda s úzkým pruhem slovenského území v okolí Čopu záhy odstoupila. Naopak roku 1946 byla ke Slovensku připojena původně podkarpatoruská obec Lekárovce, a k 15. říjnu 1947 došlo na základě mírové smlouvy s Maďarskem k připojení tří obcí tzv. Bratislavského předmostí (Jarovce, Rusovce a Čunovo). Země Česká, Moravskoslezská a Slovenská existovaly jako správní celky do 31. prosince 1948, přičemž v rámci země Moravskoslezské došlo 31. května 1945 ke zřízení Slezské expozitury země Moravskoslezské.
V letech 1945–1948 mělo Slovensko v rámci Československa jistou míru autonomie, v jeho čele stála Slovenská národní rada, a Sbor pověřenců, který byl obdobou vlády. V čele země České a Moravskoslezské stály v tomto období zemské národní výbory, které byly v podstatě jen přejmenovanými zemskými zastupitelstvy.
K 1. lednu 1949 byly všechny 3 země, jakož i Slezská expozitura, zrušeny a jejich území přerozdělena mezi nově vzniklé kraje, které v případě území dosavadních zemí České a Moravskoslezské nerespektovaly historicky vzniklé hranice mezi Čechami a Moravou. I přes to bylo Slovensko nadále spravováno jako jeden celek podřízený Slovenské národní radě a Sboru pověřenců. Rovněž dosavadní slovenské hranice zůstaly v plném rozsahu zachovány.